# St. Cäcilia (Berching)

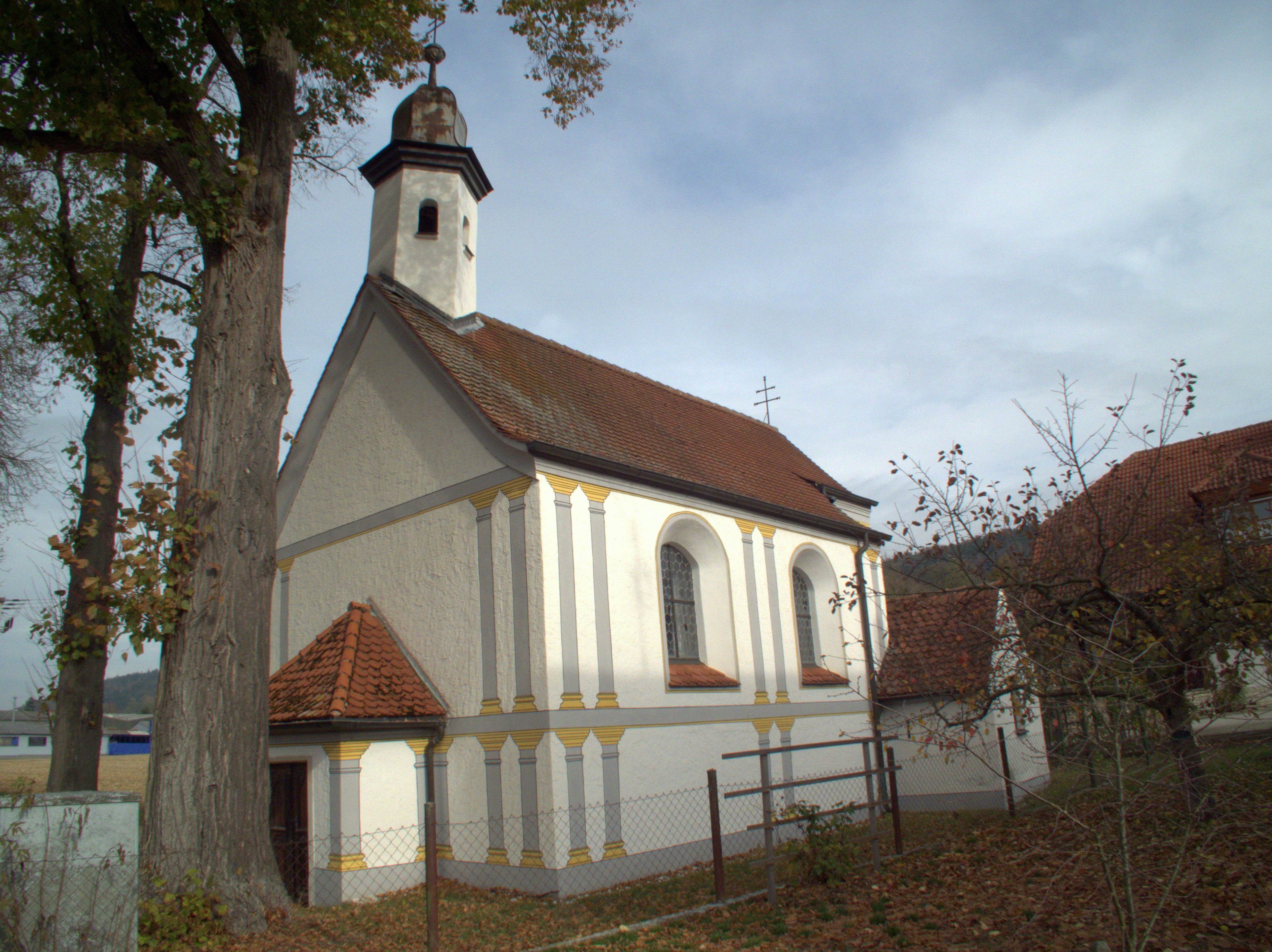
St. Cäcilia (Berching)

Die römisch-katholische, denkmalgeschützte Kapelle St.  Cäcilia steht in Berching, einer Stadt im Landkreis Neumarkt in der Oberpfalz. Die Kirche gehört zum Bistum Eichstätt. Das Bauwerk ist unter der Denkmalnummer D-3-73-112-48 als Baudenkmal in die Bayerische Denkmalliste eingetragen.

## Beschreibung
Heinrich von Berching stiftete ein Siechenhaus mit einer Kapelle, das nach der Zerstörung im Dreißigjährigen Krieg erneuert wurde. Die Kapelle besteht aus einem Langhaus, einem eingezogenen, gerade geschlossenen Chor im Osten und einem Anbau für das Portal im Westen, auf deren Wände Pilaster aufgemalt sind. Die Sakristei befindet sich an der Südwand des Chors. Dem Satteldach des Langhauses wurde um 1545 im Westen ein sechseckiger Dachreiter aufgesetzt, der den Glockenstuhl beherbergt und mit einer Zwiebelhaube bedeckt ist. Der Innenraum des halbrund geschlossenen Chors ist mit einer Apsiskalotte überspannt. Zur Kirchenausstattung gehört ein Altar, in dessen Nischen die Statuetten der Maria, des heiligen Lazarus und des heiligen Nikolaus stehen.